# Adriano Félix Teixeira
Adriano Félix Teixeira és un exfutbolista brasiler que ocupava la posició de defensa central. Va néixer a Fortaleza el 7 d'abril de 1973.

## Trajectòria
Va començar a destacar al club Ferroviario AC-CE. El 1993 fitxa per l'Sport Recife, on milita tres anys fins que és fitxat pel Celta de Vigo. La temporada 96/97 disputa 20 partits amb els gallecs, però no compta i és cedit un any al Fluminense del seu país.
El 1998 retorna al Celta, i l'any i mig següent tan sols juga tres partits com a cèltic. L'any 2000 recala en un altre conjunt de Galícia, la SD Compostela. Ací recupera la titularitat, condició que mantindrà fins a la seua marxa el 2003. Després de jugar amb la Cultural Leonesa, de la Segona B, Adriano retorna al seu país al gener del 2005. Milita sis mesos al Vasco da Gama abans de fitxar pel Santa Cruz.